# (25745) Schimmelpenninck
(25745) Schimmelpenninck est un astéroïde de la ceinture principale.

## Description
(25745) Schimmelpenninck est un astéroïde de la ceinture principale. Il fut découvert le 7 janvier 2000 à la station Anderson Mesa par le programme de relevé astronomique LONEOS. Il présente une orbite caractérisée par un demi-grand axe de 3,02 UA, une excentricité de 0,03 et une inclinaison de 11,4° par rapport à l'écliptique.